# Belle et Sébastien : l'aventure continue
Belle y Sebastian: La aventura continúa (título original: Belle et Sébastien, l'aventure continue)  es el título de una película de 2015 dirigida por  Christian Duguay. La película es la secuela de la estrenada anteriormente en 2013, Belle et Sébastien.

## Sinopsis
Septiembre de 1945. En el pueblo de Sébastien, que ya ha cumplido los 10 años, celebran el final de la guerra. Él y Belle esperan ansiosos el regreso de Angelina, pero ella no volverá, ya que desapareció en un accidente aéreo en el corazón de los bosques transalpinos.

## Reparto
- Félix Bossuet como Sébastien.
- Tchéky Karyo como César.
- Thierry Neuvic como Pierre.
- Margaux Châtelier como Angélina.
- Thylane Blondeau como Gabriele.
- Urbain Cancelier como Mayor.
- Joseph Malerba como Alfonso.
- Ludi Boeken como Marcel.
- Jeffrey Noel como Louis.
- Fred Epaud como René.
- Victoria Duguay como Victoria.
- Octave Bossuet como Octave.